# David Diop (poeta)
David Mandessi Diop (ur. 9 lipca 1927 w Bordeaux, zm. 29 sierpnia 1960) – frankofoński poeta pochodzący z Francuskiej Afryki Zachodniej, przedstawiciel ruchu négritude.

## Życiorys
Urodził się 9 lipca 1927 roku w Bordeaux, w rodzinie Kamerunki i Senegalczyka. Wychował się i spędził większość życia we Francji, choć często podróżował do Afryki. W dzieciństwie chorował na gruźlicę, spędzając wiele czasu w sanatoriach, gdzie w wieku 15 lat zaczął pisać wiersze. Uczęszczał do szkoły podstawowej w Senegalu, a później do szkoły średniej we Francji, gdzie jednym z jego nauczycieli był Léopold Sédar Senghor. W latach 50. XX wieku przeniósł się z żoną Virginią Kamarą i dziećmi do Senegalu. Z początku uczył w liceum w Dakarze, po czym został dyrektorem szkoły średniej w Kindii.
Pierwsze wiersze opublikował w wieku piętnastu lat. W jego dziełach widać inspirację twórczością Aimé Césaire. Pięć z jego wierszy ukazało się w antologii Anthologie de la nouvelle poesie negre at malgache pod redakcją Senghora, wydanej w 1948 roku. W latach 50. publikował na łamach periodyków „Bingo” i „Présence Africaine”. W 1956 roku ukazał się jego debiutancki i jedyny tomik poezji Coups de pillon, ostro wyrażający niezgodę wobec europejskich wartości, opisujący cierpienia poniesione przez mieszkańców Afryki i wzywający do rewolucji.
Diop prezentował najbardziej skrajną postawę wśród autorów związanych z ruchem négritude. Został jednym z najczęściej czytanych poetów tak tego nurtu, jak i literatury antykolonialnej. W jego twórczości odbija się nienawiść do kolonialnych zarządców i nadzieja, że Afryka odzyska niepodległość. W warstwie językowej utworów Diopa obecnych jest wiele kolokwializmów, wykorzystywane są także powtórzenia, które nadają rytm.
Wraz z żoną zginął w wypadku lotniczym 29 sierpnia 1960 roku. Manuskrypt jego drugiego tomiku poetyckiego zaginął podczas katastrofy. Z dorobku literackiego Diopa zachowały się jedynie wcześniej opublikowane wiersze.